# Norwegian International 1988
Die Norwegian International 1988 im Badminton fanden vom 12. bis zum 13. November 1988 in Kristiansand statt.

## Finalresultate
| Disziplin    | Sieger                     | Finalist                              | Ergebnis           |
| ------------ | -------------------------- | ------------------------------------- | ------------------ |
| Herreneinzel | Chris Rees                 | Uun Santosa                           | 15:12, 15:10       |
| Dameneinzel  | Sonja Mellink              | Susanne Jacobsson                     | 11:7, 6:11, 11:6   |
| Herrendoppel | Uun Santosa Seno Thé       | Rob Stalenhoef Randy Trieling         | 18:16, 15:6        |
| Damendoppel  | Sonja Mellink Daniella Oei | Sarah Doody Hilary Tarleton           | 15:12, 7:15, 15:13 |
| Mixed        | Chris Rees Sarah Doody     | Christian Ljungmark Susanne Jacobsson | 15:12, 17:18, 15:8 |